# メズマライザー
「メズマライザー」は、サツキによる楽曲。ボーカルにVOCALOIDの初音ミクとSynthesizer Vの重音テトを起用している。2024年4月27日にデビューアルバムの『Circus‘s Detail』からリリースされた。

## 内容
メズマライザー(Mesmerizer)とは、催眠術をかける人や、魅了する人と言った意味合いを持つ。この曲は感情を押し殺し現代を生きている初音ミクに対し、重音テトが「催眠」による魅了的な逃避策を提案し、社会では正気で生きていけないと不安を感じながらも催眠を受け入れる。彼女らは最初は抵抗があったものの(この抵抗が重音テトの瞬きによるモールス信号やハンドサイン、クイズの答えの頭文字をつなげると「help」や「SOS」になる事に繋がっている)最終的に現実を否定し催眠を合理化する。

## 背景
2024年2月頃、サツキは型を破るために「型に嵌まった曲」を作ろうとポップな新曲を作ることに決め、Twitterの相互フォロワーであったchannelに、ミュージックビデオの制作を依頼した。しかしその後にchannelが投稿したDECO*27の楽曲『ラビットホール』の二次創作である『Pure Pure』の流行を受け、自分との格差を実感したサツキは、自分にできる最大限の音楽を書こうと決める。そうして作られた楽曲がメズマライザーである。
メロディーはトーマやkemuなどの「高速歌唱・高音域」系の楽曲から影響を受けているとサツキは語っている。
また、この曲のボーカルに当初重音テトは起用する予定ではなかったが、channelが初音ミクと重音テトとの、不和を描く作品を頻繁に描いているため、二人に仲良くしてほしいという思いで追加したと語っている。

## 評価
ポップな曲調にもかかわらず、歌詞やミュージックビデオに不穏な要素が散りばめられていることから話題を呼び、国内外のリスナーから様々な考察を受けている。しかし、過度な考察を受けサツキは「関係ない過去曲までに何かしらこじつけて言及するのはお控えいただけると幸い」と述べた。またニコニコ動画やYouTubeを中心に、多くの二次創作動画や歌ってみた動画も公開されている。
また、ポップなイラストにもかかわらず、不穏なメッセージ性や展開があるという点において、FLASHアニメーションの「なつみSTEP!」との類似性を主張するユーザーも存在する。
Billboard JAPANのニコニコ VOCALOID SONGS TOP20において、2024年5月6日付のチャートで8位で初登場。翌週には先週比の6倍近いポイントを獲得し、2位と大差をつけ1位を獲得した。Billboard Japan Hot 100では6月3日付のチャートに65位で初登場した。
2024年12月18日に発表されたネット流行語100 2024にて、トップ20単語賞（19位）を受賞した。
「MUSIC AWARDS JAPAN 2025」の「最優秀ボーカロイドカルチャー楽曲賞」にノミネートされた。

## ミュージックビデオ
ミュージックビデオはchannelが作成しており、曲のリリースと同時に公開された。公開から3日後には100万回再生を突破した。
また、公開13日後の5月11日には1000万回再生を突破し、ボーカロイドの楽曲としてゆこぴの『寝起きヤシの木』の15日を超える、視聴回数1000万回再生の最速新記録を樹立した。6月28日には5000万回再生を突破し、11月17日にはVOCALOID曲史上6曲目、かつ最速記録となる204日での1億回再生を達成した。さらに、2025年8月2日にはVOCALOID曲史上2曲目、かつ最速記録となる463日での1.5億回再生を達成した。